# شحوان (بني سعد)

تعديل مصدري - تعديل

شحوان هي إحدى قرى عزلة قيهمة بمديرية بني سعد التابعة لمحافظة المحويت، بلغ تعداد سكانها 87 نسمة حسب تعداد اليمن لعام 2004.